# رالف دانبرگ
رالف دانبرگ (آلمانی: Rolf Danneberg؛ زادهٔ ۱ مارس ۱۹۵۳) پرتاب‌گر دیسک اهل آلمان است.
وی در مسابقات کشوری و بین‌المللی در مجموع برندهٔ ۱ مدال طلا، ۱ مدال برنز شده‌است.